# Luqa
Luqa [ˈlʊʔɐ] (oder Ħal-Luqa) ist einer der kleineren Orte auf Malta. In Luqa befindet sich der einzige aktive Passagierflughafen Maltas, der Flughafen Malta. Am 31. Dezember 2020 hatte Luqa 6330 Einwohner.

## Geschichte
Luqa wurde als Filialgemeinde der Pfarrei von Gudja am 15. Mai 1634 per Dekret von Papst Urban VIII. gegründet. Ende des 16. Jahrhunderts fielen fast alle Einwohner einer Pestepidemie zum Opfer, die die ganze Bevölkerung von Malta traf. Auf einem Feld im Dorf Luqa (Carmel Street, Alley 4) wurden die Toten begraben; dieser Friedhof wurde bei späteren Bauarbeiten entdeckt. Im Jahr 1850 raffte die Cholera wieder 13 Einwohner dahin, die wiederum auf einem gesonderten Platz begraben wurden (Valletta Road).
Zu Beginn des 20. Jahrhunderts nahm Ħal Luqa einen wirtschaftlichen Aufschwung, als der Flughafen angelegt wurde. Zuerst diente er als Militärflugplatz für die britische Royal Air Force (RAF). Die RAF errichtete militärische und zivile Gebäude in der Nähe des Flughafens und in Ħal Farruġ.
Einwohner von Luqa wurden im Zweiten Weltkrieg auch zum Militärdienst eingezogen, und der Flughafen diente den britischen Fliegern. Etliche Personen verloren ihr Leben bei den Einsätzen, auch Häuser des Ortes wurden zerstört, weil der Flughafen natürlich ein strategisches Angriffsziel vor allem für Bomber war. Als Großbritannien Malta in die Unabhängigkeit entlassen hatte, ging der Flughafen in den Besitz der Maltesischen Regierung über. Die neu gegründete Fluggesellschaft Air Malta erwarb das alte Passagierterminal Luqa und strukturierte das gesamte Gelände neu. Dadurch verlagerten sich die gesamten passagierbezogenen Flugdienstleistungen in den dort erbauten Malta International Airport Terminal.

## Ortsteile von Luqa
Għammieri, Ħal Farruġ, Ħal Luqa Industrial Estate, Ta' Ħal Saflieni, Taċ-Ċagħki, Taċ-Ċawla, Tal-Bandieri, Wied Betti, Wied il-Knejjes, Xagħra tas-Simar

## Sehenswürdigkeiten

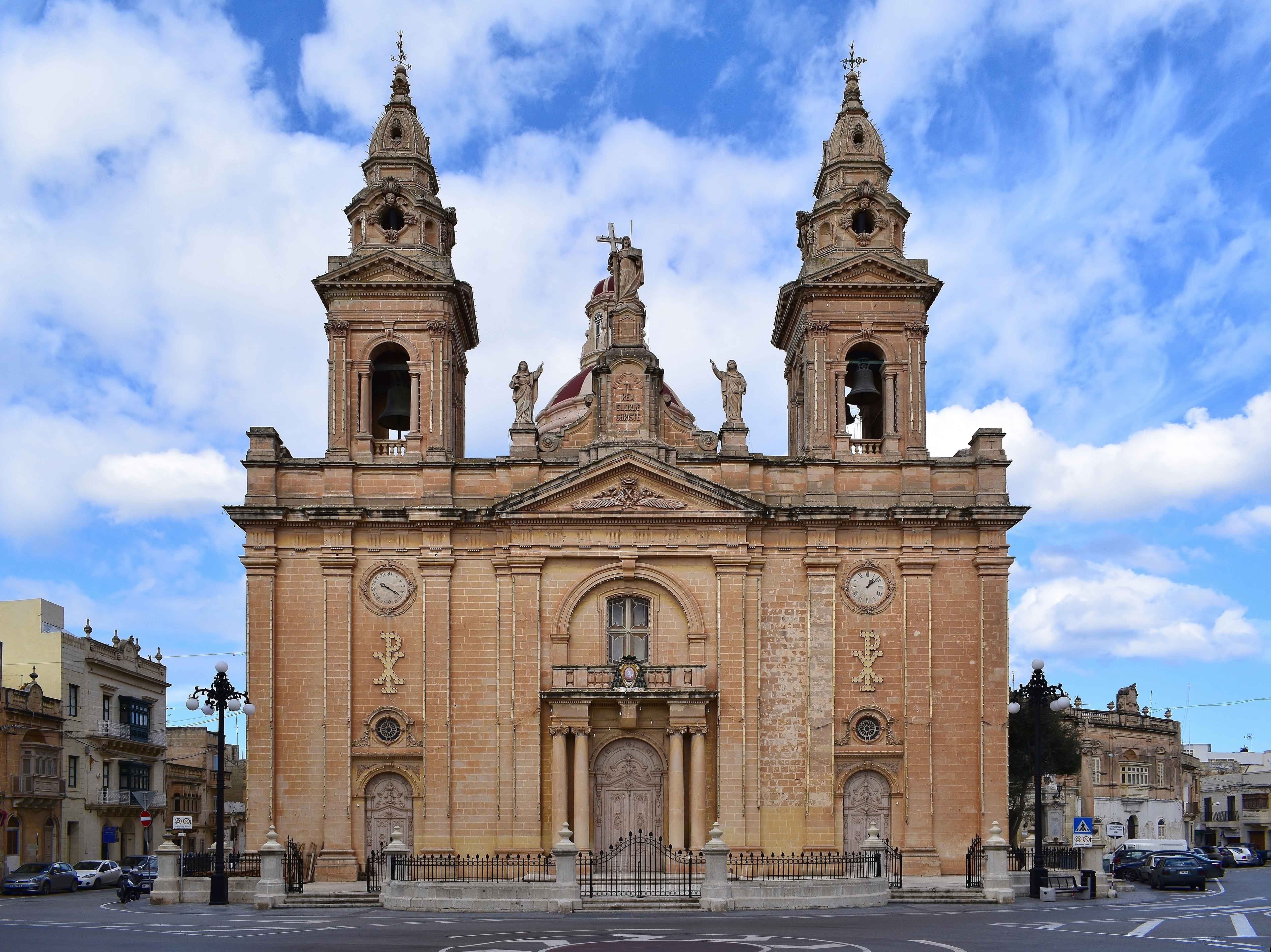
Ortsprägendes Kirchengebäude, die Pfarrkirche St. Andreas

- Colonna Mediterranea (Monument, im Jahr 2006 eingeweiht)
- Pfarrkirche St. Andreas
- St.-Andreas-Palast
- An einigen Häuserecken befinden sich Statuen von Heiligen, hier unter anderem vom Schutzpatron des Ortes St. Andreas.[2]